# SciTE

SciTE đang mở file mã nguồn viết bằng ngôn ngữ Lua.

SciTE (Scintilla-based Text Editor - trình soạn thảo văn bản dựa trên Scintilla) là trình soạn thảo văn bản tự do, hỗ trợ biên tập các file mã nguồn; ngoài ra còn có thể biên dịch và chạy chương trình mà không cần thao tác trên dấu nhắc lệnh.

## Tính năng
SciTE hỗ trợ tô màu cú pháp cho mã lệnh thuộc 65 loại ngôn ngữ lập trình, ngôn ngữ đánh dấu khác nhau (tính đến phiên bản 1.76 của SciTE). Một số tính năng hữu ích khác bao gồm gấp mã lệnh (code folding), tự động căn lề (auto tabbing), tự động điền từ (automatic word completion).
Người dùng có thể chọn khối văn bản hình chữ nhật và (kể từ phiên bản mới 2.0) lựa chọn nhiều đoạn văn bản khác nhau.
Từ trình đơn của SciTE có thể trực tiếp chạy trình biên dịch hoặc thông dịch các mã lệnh hiện đang soạn thảo (dĩ nhiên là các trình biên dịch hoặc thông dịch đã được cài sẵn trên máy). Với các thông báo lỗi (nếu có), người dùng chỉ cần nháy kép chuột, chương trình sẽ tự động đưa con trỏ đến vị trí dòng có lỗi tương ứng.
Phiên bản mới (2.11) của SciTE không còn chạy trên Windows 95, 98, ME.

## File cấu hình
SciTE kèm theo các file cấu hình phục vụ cho việc sửa đổi chương trình theo ý thích:
- SciTEGlobal.properties chứa các thông tin về hoạt động của bản thân SciTE (chẳng hạn như có liệt kê các file mới mở gần đây không, kích thước của các cửa sổ, v.v...)
- Các file kiểu như x.properties, trong đó x là tên một ngôn ngữ lập trình. Chẳng hạn, cpp.properties chứa các thông tin riêng đối với họ ngôn ngữ lập trình C/C++ hay C# (cách tô màu cú pháp, lệnh chạy chương trình biên dịch, v.v...)

## Ứng dụng
SciTE được đi kèm các phiên bản Ruby và Octave như một công cụ biên tập mã lệnh đơn giản cho những người mới học. Trong bộ Lua for Windows, SciTE đóng vai trò trình soạn thảo mã nguồn đồng thời kèm theo tương tác (với dấu nhắc lệnh) cho ngôn ngữ Lua.
SciTE có kích thước gọn nhẹ, không cần phải cài đặt nếu dùng trong Windows. Cái gói deb và rpm đã có sẵn cho một số bản Linux.